# Unicodeblock Tirhuta
Der Unicodeblock Tirhuta (U+11480 bis U+114DF) enthält die Zeichen der Tirhuta-Schrift.

## Liste
| Unicodenummer   | Zeichen (400 %) | Kategorie                               | Bidirektionale Klasse       | Offizielle Bezeichnung        | Beschreibung                        |
| --------------- | --------------- | --------------------------------------- | --------------------------- | ----------------------------- | ----------------------------------- |
| U+11480 (70784) | 𑒀               | anderer Buchstabe, Silbe oder Ideogramm | links nach rechts           | TIRHUTA ANJI                  | Tirhuta-Anji                        |
| U+11481 (70785) | 𑒁               | anderer Buchstabe, Silbe oder Ideogramm | links nach rechts           | TIRHUTA LETTER A              | Tirhuta-Buchstabe A                 |
| U+11482 (70786) | 𑒂               | anderer Buchstabe, Silbe oder Ideogramm | links nach rechts           | TIRHUTA LETTER AA             | Tirhuta-Buchstabe Aa                |
| U+11483 (70787) | 𑒃               | anderer Buchstabe, Silbe oder Ideogramm | links nach rechts           | TIRHUTA LETTER I              | Tirhuta-Buchstabe I                 |
| U+11484 (70788) | 𑒄               | anderer Buchstabe, Silbe oder Ideogramm | links nach rechts           | TIRHUTA LETTER II             | Tirhuta-Buchstabe Ii                |
| U+11485 (70789) | 𑒅               | anderer Buchstabe, Silbe oder Ideogramm | links nach rechts           | TIRHUTA LETTER U              | Tirhuta-Buchstabe U                 |
| U+11486 (70790) | 𑒆               | anderer Buchstabe, Silbe oder Ideogramm | links nach rechts           | TIRHUTA LETTER UU             | Tirhuta-Buchstabe Uu                |
| U+11487 (70791) | 𑒇               | anderer Buchstabe, Silbe oder Ideogramm | links nach rechts           | TIRHUTA LETTER VOCALIC R      | Tirhuta-Buchstabe Vokalisches R     |
| U+11488 (70792) | 𑒈               | anderer Buchstabe, Silbe oder Ideogramm | links nach rechts           | TIRHUTA LETTER VOCALIC RR     | Tirhuta-Buchstabe Vokalisches Rr    |
| U+11489 (70793) | 𑒉               | anderer Buchstabe, Silbe oder Ideogramm | links nach rechts           | TIRHUTA LETTER VOCALIC L      | Tirhuta-Buchstabe Vokalisches L     |
| U+1148A (70794) | 𑒊               | anderer Buchstabe, Silbe oder Ideogramm | links nach rechts           | TIRHUTA LETTER VOCALIC LL     | Tirhuta-Buchstabe Vokalisches Ll    |
| U+1148B (70795) | 𑒋               | anderer Buchstabe, Silbe oder Ideogramm | links nach rechts           | TIRHUTA LETTER E              | Tirhuta-Buchstabe E                 |
| U+1148C (70796) | 𑒌               | anderer Buchstabe, Silbe oder Ideogramm | links nach rechts           | TIRHUTA LETTER AI             | Tirhuta-Buchstabe Ai                |
| U+1148D (70797) | 𑒍               | anderer Buchstabe, Silbe oder Ideogramm | links nach rechts           | TIRHUTA LETTER O              | Tirhuta-Buchstabe O                 |
| U+1148E (70798) | 𑒎               | anderer Buchstabe, Silbe oder Ideogramm | links nach rechts           | TIRHUTA LETTER AU             | Tirhuta-Buchstabe Au                |
| U+1148F (70799) | 𑒏               | anderer Buchstabe, Silbe oder Ideogramm | links nach rechts           | TIRHUTA LETTER KA             | Tirhuta-Buchstabe Ka                |
| U+11490 (70800) | 𑒐               | anderer Buchstabe, Silbe oder Ideogramm | links nach rechts           | TIRHUTA LETTER KHA            | Tirhuta-Buchstabe Kha               |
| U+11491 (70801) | 𑒑               | anderer Buchstabe, Silbe oder Ideogramm | links nach rechts           | TIRHUTA LETTER GA             | Tirhuta-Buchstabe Ga                |
| U+11492 (70802) | 𑒒               | anderer Buchstabe, Silbe oder Ideogramm | links nach rechts           | TIRHUTA LETTER GHA            | Tirhuta-Buchstabe Gha               |
| U+11493 (70803) | 𑒓               | anderer Buchstabe, Silbe oder Ideogramm | links nach rechts           | TIRHUTA LETTER NGA            | Tirhuta-Buchstabe Nga               |
| U+11494 (70804) | 𑒔               | anderer Buchstabe, Silbe oder Ideogramm | links nach rechts           | TIRHUTA LETTER CA             | Tirhuta-Buchstabe Ca                |
| U+11495 (70805) | 𑒕               | anderer Buchstabe, Silbe oder Ideogramm | links nach rechts           | TIRHUTA LETTER CHA            | Tirhuta-Buchstabe Cha               |
| U+11496 (70806) | 𑒖               | anderer Buchstabe, Silbe oder Ideogramm | links nach rechts           | TIRHUTA LETTER JA             | Tirhuta-Buchstabe Ja                |
| U+11497 (70807) | 𑒗               | anderer Buchstabe, Silbe oder Ideogramm | links nach rechts           | TIRHUTA LETTER JHA            | Tirhuta-Buchstabe Jha               |
| U+11498 (70808) | 𑒘               | anderer Buchstabe, Silbe oder Ideogramm | links nach rechts           | TIRHUTA LETTER NYA            | Tirhuta-Buchstabe Nya               |
| U+11499 (70809) | 𑒙               | anderer Buchstabe, Silbe oder Ideogramm | links nach rechts           | TIRHUTA LETTER TTA            | Tirhuta-Buchstabe Tta               |
| U+1149A (70810) | 𑒚               | anderer Buchstabe, Silbe oder Ideogramm | links nach rechts           | TIRHUTA LETTER TTHA           | Tirhuta-Buchstabe Ttha              |
| U+1149B (70811) | 𑒛               | anderer Buchstabe, Silbe oder Ideogramm | links nach rechts           | TIRHUTA LETTER DDA            | Tirhuta-Buchstabe Dda               |
| U+1149C (70812) | 𑒜               | anderer Buchstabe, Silbe oder Ideogramm | links nach rechts           | TIRHUTA LETTER DDHA           | Tirhuta-Buchstabe Ddha              |
| U+1149D (70813) | 𑒝               | anderer Buchstabe, Silbe oder Ideogramm | links nach rechts           | TIRHUTA LETTER NNA            | Tirhuta-Buchstabe Nna               |
| U+1149E (70814) | 𑒞               | anderer Buchstabe, Silbe oder Ideogramm | links nach rechts           | TIRHUTA LETTER TA             | Tirhuta-Buchstabe Ta                |
| U+1149F (70815) | 𑒟               | anderer Buchstabe, Silbe oder Ideogramm | links nach rechts           | TIRHUTA LETTER THA            | Tirhuta-Buchstabe Tha               |
| U+114A0 (70816) | 𑒠               | anderer Buchstabe, Silbe oder Ideogramm | links nach rechts           | TIRHUTA LETTER DA             | Tirhuta-Buchstabe Da                |
| U+114A1 (70817) | 𑒡               | anderer Buchstabe, Silbe oder Ideogramm | links nach rechts           | TIRHUTA LETTER DHA            | Tirhuta-Buchstabe Dha               |
| U+114A2 (70818) | 𑒢               | anderer Buchstabe, Silbe oder Ideogramm | links nach rechts           | TIRHUTA LETTER NA             | Tirhuta-Buchstabe Na                |
| U+114A3 (70819) | 𑒣               | anderer Buchstabe, Silbe oder Ideogramm | links nach rechts           | TIRHUTA LETTER PA             | Tirhuta-Buchstabe Pa                |
| U+114A4 (70820) | 𑒤               | anderer Buchstabe, Silbe oder Ideogramm | links nach rechts           | TIRHUTA LETTER PHA            | Tirhuta-Buchstabe Pha               |
| U+114A5 (70821) | 𑒥               | anderer Buchstabe, Silbe oder Ideogramm | links nach rechts           | TIRHUTA LETTER BA             | Tirhuta-Buchstabe Ba                |
| U+114A6 (70822) | 𑒦               | anderer Buchstabe, Silbe oder Ideogramm | links nach rechts           | TIRHUTA LETTER BHA            | Tirhuta-Buchstabe Bha               |
| U+114A7 (70823) | 𑒧               | anderer Buchstabe, Silbe oder Ideogramm | links nach rechts           | TIRHUTA LETTER MA             | Tirhuta-Buchstabe Ma                |
| U+114A8 (70824) | 𑒨               | anderer Buchstabe, Silbe oder Ideogramm | links nach rechts           | TIRHUTA LETTER YA             | Tirhuta-Buchstabe Ya                |
| U+114A9 (70825) | 𑒩               | anderer Buchstabe, Silbe oder Ideogramm | links nach rechts           | TIRHUTA LETTER RA             | Tirhuta-Buchstabe Ra                |
| U+114AA (70826) | 𑒪               | anderer Buchstabe, Silbe oder Ideogramm | links nach rechts           | TIRHUTA LETTER LA             | Tirhuta-Buchstabe La                |
| U+114AB (70827) | 𑒫               | anderer Buchstabe, Silbe oder Ideogramm | links nach rechts           | TIRHUTA LETTER VA             | Tirhuta-Buchstabe Va                |
| U+114AC (70828) | 𑒬               | anderer Buchstabe, Silbe oder Ideogramm | links nach rechts           | TIRHUTA LETTER SHA            | Tirhuta-Buchstabe Sha               |
| U+114AD (70829) | 𑒭               | anderer Buchstabe, Silbe oder Ideogramm | links nach rechts           | TIRHUTA LETTER SSA            | Tirhuta-Buchstabe Ssa               |
| U+114AE (70830) | 𑒮               | anderer Buchstabe, Silbe oder Ideogramm | links nach rechts           | TIRHUTA LETTER SA             | Tirhuta-Buchstabe Sa                |
| U+114AF (70831) | 𑒯               | anderer Buchstabe, Silbe oder Ideogramm | links nach rechts           | TIRHUTA LETTER HA             | Tirhuta-Buchstabe Ha                |
| U+114B0 (70832) | 𑒰                | Markierung mit Extrabreite              | links nach rechts           | TIRHUTA VOWEL SIGN AA         | Tirhuta-Vokalzeichen Aa             |
| U+114B1 (70833) | 𑒱                | Markierung mit Extrabreite              | links nach rechts           | TIRHUTA VOWEL SIGN I          | Tirhuta-Vokalzeichen I              |
| U+114B2 (70834) | 𑒲                | Markierung mit Extrabreite              | links nach rechts           | TIRHUTA VOWEL SIGN II         | Tirhuta-Vokalzeichen Ii             |
| U+114B3 (70835) | 𑒳                | Markierung ohne Extrabreite             | Markierung ohne Extrabreite | TIRHUTA VOWEL SIGN U          | Tirhuta-Vokalzeichen U              |
| U+114B4 (70836) | 𑒴                | Markierung ohne Extrabreite             | Markierung ohne Extrabreite | TIRHUTA VOWEL SIGN UU         | Tirhuta-Vokalzeichen Uu             |
| U+114B5 (70837) | 𑒵                | Markierung ohne Extrabreite             | Markierung ohne Extrabreite | TIRHUTA VOWEL SIGN VOCALIC R  | Tirhuta-Vokalzeichen Vokalisches R  |
| U+114B6 (70838) | 𑒶                | Markierung ohne Extrabreite             | Markierung ohne Extrabreite | TIRHUTA VOWEL SIGN VOCALIC RR | Tirhuta-Vokalzeichen Vokalisches Rr |
| U+114B7 (70839) | 𑒷                | Markierung ohne Extrabreite             | Markierung ohne Extrabreite | TIRHUTA VOWEL SIGN VOCALIC L  | Tirhuta-Vokalzeichen Vokalisches L  |
| U+114B8 (70840) | 𑒸                | Markierung ohne Extrabreite             | Markierung ohne Extrabreite | TIRHUTA VOWEL SIGN VOCALIC LL | Tirhuta-Vokalzeichen Vokalisches Ll |
| U+114B9 (70841) | 𑒹                | Markierung mit Extrabreite              | links nach rechts           | TIRHUTA VOWEL SIGN E          | Tirhuta-Vokalzeichen E              |
| U+114BA (70842) | 𑒺                | Markierung ohne Extrabreite             | Markierung ohne Extrabreite | TIRHUTA VOWEL SIGN SHORT E    | Tirhuta-Vokalzeichen Kurzes E       |
| U+114BB (70843) | 𑒻                | Markierung mit Extrabreite              | links nach rechts           | TIRHUTA VOWEL SIGN AI         | Tirhuta-Vokalzeichen Ai             |
| U+114BC (70844) | 𑒼                | Markierung mit Extrabreite              | links nach rechts           | TIRHUTA VOWEL SIGN O          | Tirhuta-Vokalzeichen O              |
| U+114BD (70845) | 𑒽                | Markierung mit Extrabreite              | links nach rechts           | TIRHUTA VOWEL SIGN SHORT O    | Tirhuta-Vokalzeichen Kurzes O       |
| U+114BE (70846) | 𑒾                | Markierung mit Extrabreite              | links nach rechts           | TIRHUTA VOWEL SIGN AU         | Tirhuta-Vokalzeichen AU             |
| U+114BF (70847) | 𑒿                | Markierung ohne Extrabreite             | Markierung ohne Extrabreite | TIRHUTA SIGN CANDRABINDU      | Tirhuta-Zeichen Candrabindu         |
| U+114C0 (70848) | 𑓀                | Markierung ohne Extrabreite             | Markierung ohne Extrabreite | TIRHUTA SIGN ANUSVARA         | Tirhuta-Zeichen Anusvara            |
| U+114C1 (70849) | 𑓁                | Markierung mit Extrabreite              | links nach rechts           | TIRHUTA SIGN VISARGA          | Tirhuta-Zeichen Visarga             |
| U+114C2 (70850) | 𑓂                | Markierung ohne Extrabreite             | Markierung ohne Extrabreite | TIRHUTA SIGN VIRAMA           | Tirhuta-Zeichen Virama              |
| U+114C3 (70851) | 𑓃                | Markierung ohne Extrabreite             | Markierung ohne Extrabreite | TIRHUTA SIGN NUKTA            | Tirhuta-Zeichen Nukta               |
| U+114C4 (70852) | 𑓄               | anderer Buchstabe, Silbe oder Ideogramm | links nach rechts           | TIRHUTA SIGN AVAGRAHA         | Tirhuta-Zeichen Avagraha            |
| U+114C5 (70853) | 𑓅               | anderer Buchstabe, Silbe oder Ideogramm | links nach rechts           | TIRHUTA GVANG                 | Tirhuta-Gvang                       |
| U+114C6 (70854) | 𑓆               | andere Interpunktion                    | links nach rechts           | TIRHUTA ABBREVIATION SIGN     | Tirhuta-Abkürzungszeichen           |
| U+114C7 (70855) | 𑓇               | anderer Buchstabe, Silbe oder Ideogramm | links nach rechts           | TIRHUTA OM                    | Tirhuta-Om                          |
| U+114D0 (70864) | 𑓐               | Dezimalziffer                           | links nach rechts           | TIRHUTA DIGIT ZERO            | Tirhuta-Ziffer Null                 |
| U+114D1 (70865) | 𑓑               | Dezimalziffer                           | links nach rechts           | TIRHUTA DIGIT ONE             | Tirhuta-Ziffer Eins                 |
| U+114D2 (70866) | 𑓒               | Dezimalziffer                           | links nach rechts           | TIRHUTA DIGIT TWO             | Tirhuta-Ziffer Zwei                 |
| U+114D3 (70867) | 𑓓               | Dezimalziffer                           | links nach rechts           | TIRHUTA DIGIT THREE           | Tirhuta-Ziffer Drei                 |
| U+114D4 (70868) | 𑓔               | Dezimalziffer                           | links nach rechts           | TIRHUTA DIGIT FOUR            | Tirhuta-Ziffer Vier                 |
| U+114D5 (70869) | 𑓕               | Dezimalziffer                           | links nach rechts           | TIRHUTA DIGIT FIVE            | Tirhuta-Ziffer Fünf                 |
| U+114D6 (70870) | 𑓖               | Dezimalziffer                           | links nach rechts           | TIRHUTA DIGIT SIX             | Tirhuta-Ziffer Sechs                |
| U+114D7 (70871) | 𑓗               | Dezimalziffer                           | links nach rechts           | TIRHUTA DIGIT SEVEN           | Tirhuta-Ziffer Sieben               |
| U+114D8 (70872) | 𑓘               | Dezimalziffer                           | links nach rechts           | TIRHUTA DIGIT EIGHT           | Tirhuta-Ziffer Acht                 |
| U+114D9 (70873) | 𑓙               | Dezimalziffer                           | links nach rechts           | TIRHUTA DIGIT NINE            | Tirhuta-Ziffer Neun                 |